# سالم بوحاجب

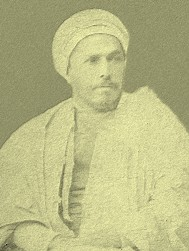
سالم بوحاجب

الشّيخ سالم بن عمر بوحاجب كان قاضيًا وإمامًا ومصلحًا تونسيًا، ولد عام 1827 ببنبلة وتوفي في 14 جويلية 1924 بالمرسى.
لقد كان الشيخ سالم بوحاجب من رواد الإصلاح ومن أئمة الاجتهاد البارزين لا في تونس فحسب بل في العالم الإسلامي، كما شهد بذلك أعلام عصره وفي طليعتهم الشيخ «محمد عبده».وبحكم علمه ودرجة اجتهاده وعلو شأنه، فإن الشيخ سالم بوحاجب يكون قد تعرض للغبن والتهميش، ولعلّ جهات معينة قد عملت على التقليل من دوره والنيل من شأنه خوفا من جرأته ومن شجاعته التي كثيرا ما كانت تزعج السلطات والجهات المرتبطة بها.وهذا ليس غريبا، فالشيخ سالم كان جريئا في شروحه وفي اتصالاته، وكان كذلك على المنبر في خطبته الجمعيّة حيث كان طليعة المجددين وكان الناس يتدافعون للصلاة في مسجده للاستماع إلى محاضراته وخطبه، لقد كان الشيخ سالم بوحاجب أول من جدد مضامين الخطبة المنبرية، ولم يسبقه أحد لذلك فكان أول من طور نص الخطبة ليعالج المشاكل الاجتماعية وقضايا الشعب وتحليل الظواهر المختلفة، وتوجيه الناس ونقد المعاملات وإصلاح أحوال الناس وعلاقاتهم ببعضهم وتمتين الروابط وكان لا يتردد في الإشارة إلى أهم الأوضاع السياسية تصريحا وتلميحا.ويمكن القول أن خطب اليوم إنما وضع إطارها العام ونموذجها في طرح قضايا الناس وتحليل مشاغلهم الشيخ والإمام المجتهد سالم بوحاجب.وتذكر عديد المصادر أن الشيخ كان من أبرز المحررين لكتاب «أقوم المسالك في معرفة أحوال الممالك» للوزير خير الدين التونسي الذي كان الشيخ بوحاجب من أبرز المساندين والمساعدين له مع الشيخ محمد السنوسي والشيخ محمد بيرم الخامس والجنرال حسين وغيرهم.

## مولده ونشأته
ولد الشيخ سالم بو حاجب بمدينة بنبلة من ولاية المنستير سنة 1827م/ 1244هـ، وبها نشأ نشأة بسيطة تحت خمائل الزيتون بين أهله حيث تعلم القرآن ومبادئ اللغة. وسرعان ما بدت عليه علامات الفطنة والذكاء وبعد النظر والتطلع إلى ما هو أفضل.وكان والده من حفظة القرآن، وهو من أسرة عريقة تنتمي إلى عرش سيدي مهذب من عروش صفاقس وتحديدا منطقة الصخيرة، وسيدي مهذب نسبه شريف وشجرة نسبه ترفعه إلى إدريس الأكبر أي من سلالة أهل البيت. وكان عمه قد سبقه بسنين طويلة إلى تونس الحاضرة وله علمية حيث درس بالزيتونة، وكان له صلة بالأسرة الحسينية.وكان يعطي دروسا خاصة لأبناء الوزير مصطفى الآغة في قصره بباردو.ولما ظهرت علامات الذكاء والاستعداد على الشيخ بوحاجب ألحقه والده عمر بوحاجب بأخيه للإقامة عنده قصد طلب العلم بالجامع الأعظم حيث أبدى استعدادا كاملا لطلب العلم وأذهل الجميع بشدة ذكائه وسرعة بديهته وسرعان ما برز عل أقرانه وكل من حوله بفضل حدة ذكائه وسرعة بداهته ودقة حافظته.

### شيوخه الذين درس عليهم
درس الشيخ سالم على شيوخ عصره من الأعلام الكبار من أمثال الشيخ العالم «محمد بن ملوكة» بزاوية خارج الباب القرجاني، فأخذ علوم العربية عن الشيخ «محمد بن عاشور» ولازمه في الجامع وفي زاوية جده خارج باب منارة.كما درس على الشيخ «محمد معاوية» وأخذ العلوم الشرعية عن الشيخ المفتي «محمد الخضار» والشيخ «محمد بلخوجة» والعلامة«محمد النيفر» قاضي الجماعة. فاتجهت إليه الأنظار وصار حديث المنتديات العلمية والأسر الكبيرة لما تميز به من حدة الذكاء والنباهة والحرص على أخذ العلوم، مع الجرأة الكبيرة والشجاعة الفريدة في مراجعة الشيوخ ومناقشاتهم، وسرعان ما اعترف له الجميع بعلو المكانة، وسمو العلم والبراعة في دقة الأبحاث وصواب الرأي وبلاغة الحكمة وسداد الفكر.وهو ما أكده تلميذه المحب الشيخ محمد مخلوف في كتابه «شجرة النور الزكية بأخبار المالكية» الذي درس عنه الموطأ والبخاري. وأضاف الشيخ محمد مخلوف متحدثا عن شيخه سالم بوحاجب «هو الأستاذ الأمير والعلم الأشهر الذي أضحى إمام أئمة الأعلام والخبر الذي لا تطوى مراحله، إمام المنقولات والمعقولات والمبرهن على حدودها وبراهينها والمرجع إليه من المهملات، حمل لواء البلاغة والنحو والأدب، المطلع على أسرار كلام العرب، سارت بأخباره الرفاق ونال من فضله الآفاق، إذا تكلم في المجالس أظهر من در بحره النفائس، وأتى بأفضل الخطاب، آية الله الباهرة في التحرر والحجة البالغة في التقرير، وكان مع ذلك ذكي الأخلاق، كريم المعاشرة، أنيس المحاضرة.»
هذا رأي الشيخ مخلوف أحد أشهر تلاميذه، ومنهم كذلك القاضي "محمد بوشارب" الهلالي، وكل من تتلمذ عليه وأمثاله من شيوخ عصره الذين عرفهم فعرفوا فيه غزارة العلوم واتساع المعارف، وحسن الأخلاق وكرم المعاشرة والذكاء، وهي الخصال التي مكنته من اختراق عالم يصعب الوصول إليه، حيث كان العلم محتكرا من قبل بيوت معروفة ويهم فئات مخصوصة من أسر الحاضرة العريقة ذات الأصول التركية والأندلسية.ولعل الشيخ سالم بوحاجب ذلك " النبلبلي الأصل والساحلي المنشأ هو ثاني من اخترق هذا العالم العجيب والخاص.وما كان له أن يحقق ذلك لولا هذه الخصال التي أذهلت الجميع: علم وذكاء وجرأة وشجاعة بعد الإمام "ابن عرفة الورغمي".

## أثاره
من آثار الشيخ بوحاجب وهي ليست بالكثيرة ولكنها هامة، هذا بالإضافة إلى مساهمته في دعم حركة الإصلاح وتدعيم إنجازاتها وخاصة خلال تولي خير الدين للوزارة الكبرى (1873 – 1877) فإنّ للشيخ شروح كثيرة مثل شرحه على ألفية بن عاصم الأصولية وتقارير على البخاري وشرح لصحيح مسلم على أساس كتاب صحيح مسلم للإمام المازري.وله أختام رمضانية رائعة فريدة وهي حوالي ستين ختما جامعا لغرر المسائل وفيها من الملائمة بين متطلبات الشريعة ومقتضبات التمدن والحداثة وهو فارس هذا المنهج ورائده ممّا جعل الجماعة المؤسسة للجمعية الخلودنية ترشحه ليكون أول من يتلقى من محاضرة رائعة أبرز فيها أروع معاني الفكر الإصلاحي والاجتماعي.وهو بذلك يعد رائد الاجتهاد وإمام المجددين المصلحين الآخذين بمقتضيات العصر وواقع الحياة المعاصرة والحديثة والارتقاء بالبلاد نحو الأفضل في زمن كثر فيه التزمت والجمود والرضا بالدون وله آراء كثيرة وكبيرة، وله أشعار كثيرة، هي عيون الحكمة والتوعية لو جمعت لكانت ديوانا، فهل تجمع أشعاره يوما وأعماله الكاملة في مجلدات.وأفكاره اليوم هي ما يساق في عصرنا من شعارات وخطط يرفعها الغرب لقيام عالم جديد قوامه السلم والتسامح والتعاون والاجتهاد، وإن كانت هذه الشعارات هي كلمة حق أريد بها باطل فقد صدح بها شيخنا العلامة سالم بوحاجب قبل قرن، وكان مخلصا وصادقا في الدعوة إلى عالم متطور ومتقدم وحر، ويجد فيه الناس أسباب المناعة والكرامة والمجد.
وكان إلى جانب مكانته العلمية ودوره الإصلاحي والديني أديبا لامعا وشاعرا مجيدا، وكان برغم أعماله ومهماته يزور مسقط رأسه بنبلة ويهتم بأرضه وزياتينه، ولامه البعض على ذلك فرد عليهم قائلا:
```
علينا عباد الله خدمة أرضنا
```

```
فما هي في الحقيقة إلا أمنا
```

```
فنشأنا منها ومنها معاشنا
```

```
وإن عافنا الزمان فهي تضمنا
```

```
ومن شعره موصيا أبناءه
```

```
أبني لا تبكوا لفقد أبيكم
```

```
فرضاه يكفل بالمنى المستقبل
```

```
ما مات من أبقى رجلا مثلكم
```

```
فحياتكم لحياته كالتكملة
```

```
أوصيكم بالاتحاد وإن تروا
```

```
إخوانكم في البر مني مبدلة.
```

### الخطط والمهام التي تولاها
تولى الشيخ سالم بوحاجب عديد الخطط العلمية والشرعية إلى جانب المهام السياسية التي كلف بها خاصة من قبل الوزير الأكبر خير الدين التونسي ومنها التدريس بالجامع الأعظم ثم إنه تولى الفتوى بعد أن رفض ذلك مرارا كثيرة ولم يقبل إلا بعدما أقسم الملك «محمد الهادي» باي بأن لا يضع خاتمه على تسمية رجل آخر وهو تماما ما حدث للإمام سحنون مع الأمير الأغلبي…
ثم تولى كذلك خطة كبير أهل الشورى المالكية سنة 1919 أما خطة الإفتاء فقد تولاها سنة 1905، وقد اشتهر بأختامه التي كان يلقيها في النصف الأخير من شهر رمضان المعظم إثر صلاة العصر من كل يوم بجامع «سبحان الله» وبالمدرسة«المستنصرية».وكان يحضر بعض هذه الدروس ملك البلاد وكل هذه الأختام مكتوبة وله أيضا خطب منبرية مكتوبة أيضا، واعتنى بطبعها شيخ الصحافة التونسية «عبد الرحمان الصنادلي» مدير جريدة الزهرة ولا يزال كثير من الخطباء يقتبسون منها.
 مكانته ودوره في الحياة السياسية
لم يتقلد الشيخ سالم بوحاجب مسؤوليات سياسية ربما لا تسمح له جرأته بذلك وقد يكون ذلك بفضل اضطلاعه بأدوار علمية ودينية وتوجيهية عديدة ولاسيما من خلال المنبر الذي كان فيه رمز المجدد والفارس القيادي على مدى عقود.ولكنه مع ذلك اضطلع بمهام وأدوار كبيرة وخطيرة في ظروف دقيقة من تاريخ تونس، وقد قام بزيارة تركيا وفرنسا وإيطاليا التي أقام بها حوالي ستة سنوات مع الجنرال «حسين» وزير القلم للتقاضي في خصوص قضية خازن الدولة «نسيم شمامة» الذي هرب بالميزانية إلى إيطاليا آنذاك.وهناك جلس الشيخ سالم بوحاجب على مقاعد الدراسة ليتعلم اللغة الإيطالية وقد أتقنها.